# 山口県立山口図書館図書隠匿事件
- 山口県立図書館問題
- 山口県立図書館図書封印事件
- 山口県立図書館図書抜き取り放置事件
- 山口県立山口図書館図書隠匿事件

山口県立山口図書館図書隠匿事件（やまぐちけんりつやまぐちとしょかんとしょいんとくじけん）とは、1973年（昭和48年）8月に山口県立山口図書館で、反戦平和問題関係図書や左翼的図書など50数冊がダンボール箱に詰められ、書庫に隠匿され、利用できない状態に置かれていたことが発覚した事件である。本事件の表記は揺れており、「山口県立図書館問題」、「山口県立図書館図書封印事件」、「山口県立図書館図書抜き取り放置事件」としても知られている。
この事件は図書館の資料提供の自由を損なう行為として批判され、「図書館の自由に関する宣言」が改定されるきっかけとなった。

## 経緯
山口図書館の改築・移転の式典の際、幹部職員が来賓に配慮し、反体制的と判断した図書を隠したものである。1973年8月25日に山口図書館の司書が隠されていた図書を偶然発見し、事実をマスコミに公表するべきと考え、社会運動を通じて懇意にしていた当時、山口地裁で係争中であった自衛官護国神社合祀事件原告の世話人に内部告発した。その後、前記事件原告世話人が毎日新聞山口支局に調査を依頼し、新聞報道によって明るみに出ることとなった。
発覚から19日後の同年9月15日に開かれた図書館問題研究会の第20回全国大会で、事件の討議が行われた。発見した司書が事件の経過説明と質疑応答を行い、最終日に「山口県立山口図書館図書封印事件にあたって『図書館の自由宣言』を守る決議」が採択された。1974年（昭和49年）9月には日本図書館協会の会誌『図書館雑誌』誌上で、同図書館の館長が事件の釈明を行い、館長含む4名の職員が行政処分を受けた事を報告した。
事件の追及に消極的だった日本図書館協会に対し、図書館問題研究会は協会内に図書館問題に関する常設の委員会の設立を促し、1974年11月に「図書館の自由に関する調査委員会」が設置された。

## 隠匿されていた図書
隠匿されていた図書は以下のものがあった（資料により一部差異があり、それらを総合して編著者名の五十音順に記載する）。
| 編著者                                                            | 題名                                                 | 出版社         |
| ----------------------------------------------------------------- | ---------------------------------------------------- | -------------- |
| クララ・アークハート（編） 田村浩（訳）                           | 不服従のすすめ―核時代の行動の理論                    | 弘文堂         |
| 朝日新聞社（編）                                                  | 日本共産党                                           | 朝日新聞社     |
| 朝日新聞社（編）                                                  | 私の教科書批判                                       | 朝日新聞社     |
| 阿藤朋秋                                                          | ラバウルーその10万分の1の記録                        | 阿藤ギャラリー |
| 家永三郎                                                          | 家永三郎教育裁判証言集                               | 一ツ橋書房     |
| 家永三郎                                                          | 戦争と教育をめぐって                                 | 法政大学出版局 |
| 家永三郎                                                          | 歴史家のみた憲法・教育問題                           | 日本評論社     |
| 犬養道子                                                          | 私のアメリカ                                         | 新潮社         |
| 岩村三千夫（編）                                                  | 中共九全大会―資料と解説                              | 青年出版社     |
| 上野裕久                                                          | 仁保事件―別件逮捕と拷問                              | 敬文堂         |
| 太田雅夫                                                          | 明治社会主義政党史                                   | ミネルヴァ書房 |
| 小山内宏                                                          | 沖縄―この恐るべき歴史と現実                          | 講談社         |
| 小田実                                                            | 難死の思想                                           | 文藝春秋       |
| 金井利博                                                          | 核権力―ヒロシマの告発                                | 三省堂         |
| 金重剛二                                                          | タスケテクダサイ―仁保事件と○○○さん                   | 理論社         |
| 北村耕                                                            | 井上光晴論                                           | 東邦出版社     |
| 共産主義者同盟赤軍派（編）                                        | 世界革命戦争への飛翔                                 | 三一書房       |
| G・グリーン 河村望（訳）                                          | マルクス主義かアナキズムかー新しいラディカリズム     | 青木書店       |
| 小西誠                                                            | 反戦自衛官―権力をゆるがす青年空曹の造反              | 合同出版       |
| デヴィッド・コンデ 岡倉古志郎（監訳）                             | 朝鮮―新しい危機の内幕                                | 新時代社       |
| 榊利夫                                                            | 政治革新とイデオロギー                               | 青木書店       |
| 佐橋滋                                                            | 日本への直言                                         | 毎日新聞社     |
| アンドレイ・サハロフ 上甲太郎（訳） 大塚寿一（訳）                | 進歩・平和共存および知的自由                         | みすず書房     |
| 霜多正次                                                          | 沖縄島                                               | 東邦出版社     |
| 霜多正次                                                          | 日本兵                                               | 東邦出版社     |
| エドガー・スノー 松岡洋子（訳）                                   | 革命、そして革命…                                    | 朝日新聞社     |
| エドガー・スノー 小野田耕三郎（訳） 都留信夫（訳）                | 中共雑記                                             | 未來社         |
| 政治革新懇話会（編）                                              | シンポジウム 新しい革新政党の構想―政権への道を考える | 自由社         |
| 全国進路指導研究会（編）                                          | 選別の教育―中教審答申を批判する                      | 民衆社         |
| 太平出版社（編）                                                  | ルポルタージュ 新しい朝鮮から                        | 太平出版社     |
| 高木俊朗                                                          | 全滅―インパール作戦 戦車支隊の最期                   | 文藝春秋       |
| 高橋三郎                                                          | 抵抗と服従の原点                                     | 教文館         |
| ヴラス・チェーニン 津雲祐（訳）                                   | 眠れ同志                                             | 立風書房       |
| 張斗植                                                            | ある在日朝鮮人の記録                                 | 同成社         |
| 友田不二男                                                        | 教育公害へのアプローチ                               | 青山書店       |
| 中野重治                                                          | 中野重治集（現代日本文学全集）                       | 筑摩書房       |
| 中野重治                                                          | 中野重治（昭和文学全集）                             | 角川書店       |
| 日本教職員組合（編）                                              | 新小学校教科書を告発する                             | 一ツ橋書房     |
| 日本大学文理学部闘争委員会 書記局（編）                           | 叛逆のバリケード―日大闘争の記録                      | 三一書房       |
| フランツ・ノイマン ヘルベルト・マルクーゼ（編） 内山秀夫（等 訳） | 政治権力と人間の自由                                 | 河出書房新社   |
| 林道義                                                            | スターリニズムの歴史的根源                           | 御茶の水書房   |
| サミュエル・ハンティントン 内山秀夫（訳）                         | 変革期社会の政治秩序（上・下）                       | サイマル出版会 |
| 平岡敬                                                            | 偏見と差別―ヒロシマそして被爆朝鮮人                  | 未來社         |
| イワン・ヴァーゾフ 松永緑弥（訳）                                 | 桎梏の下で                                           | 恒文社         |
| マリオ・プーゾ 一ノ瀬直二（訳）                                   | ゴッドファーザー                                     | 早川書房       |
| ヴィリー・ブラント 直井武夫（訳）                                 | 平和のための戦い                                     | 読売新聞社     |
| 古屋五郎                                                          | 南十字星の下に                                       | 新聞春秋社     |
| 不破哲三                                                          | 人民的議会主義                                       | 新日本出版社   |
| トム・ヘイドン 宮原安春（訳） 梅谷昇（訳）                        | 反戦裁判―アメリカ・ニューレフトの戦い                | 三崎書房       |
| カイ・ヘルマン 末吉寛（訳）                                       | 反乱―学生は抗議する                                  | 三修社         |
| 堀堅士                                                            | 現代日本の政治構造                                   | ミネルヴァ書房 |
| 松田修                                                            | 刺青・性・死―逆光の日本美                            | 平凡社         |
| 三浦綾子                                                          | 積木の箱                                             | 朝日新聞社     |
| 宮本顕治                                                          | 宮本顕治対談集                                       | 新日本出版社   |
| 武藤一羊                                                          | 主体と戦線―反戦と革命への試論                        | 合同出版       |
| むのたけじ                                                        | 解放への十字路                                       | 評論社         |
| アルベルト・モラヴィア 大久保昭男（訳）                           | 軽蔑                                                 | 至誠堂         |
| 山口治                                                            | 非行少年―その生活と記録                              | 雄山閣         |
| 湯浅赳男                                                          | スターリニズム生成の構造                             | 三一書房       |
| 吉本隆明                                                          | 芸術的抵抗と挫折                                     | 未來社         |
| 読売新聞社社会部（編）                                            | 連合赤軍                                             | 潮出版社       |
| ヴォルフガング・レオンハルト 加藤雅彦（訳）                       | ソ連の指導者と政策―スターリン以後のクレムリン        | サイマル出版会 |